# جون هارت (لاعب اتحاد الرغبي)
جون هارت (بالإنجليزية: John Hart)‏ هو لاعب اتحاد الرغبي بريطاني، ولد في 20 مارس 1982 في لندن في المملكة المتحدة.

## وصلات خارجية
- جون هارت على موقع دوري الرغبي الممتاز (الإنجليزية)